# Gulu (Uganda)
Gulu je město v Ugandě. Nachází se v jejím Severním regionu 333 kilometrů severně od Kampaly, hlavního města Ugandy, v nadmořské výšce asi 1 100 m n. m. V roce 2014 zde žilo 152 276 obyvatel, město tak bylo nejvýznamnějším městem v severní části země. Ve městě se nachází Letiště Gulu, Univerzita v Gulu nebo tři nemocnice. Dále zde sídlí fotbalový klub Gulu United FC. Dominantním náboženstvím je zde křesťanství, je zde ale také početná muslimská menšina.  